# Tyran widłosterny
Tyran widłosterny (Tyrannus savana) – gatunek średniej wielkości ptaka z rodziny tyrankowatych (Tyrannidae), zamieszkujący południowy Meksyk, Amerykę Centralną i Południową. Nie jest zagrożony wyginięciem.

## Taksonomia
Takson ten po raz pierwszy otrzymał binominalną nazwę w opublikowanej w 1766 roku 12. edycji Systema Naturae Karola Linneusza; autor nazwał go Muscicapa Tyrannus. Wcześniej opisał go Mathurin Jacques Brisson w 1760 roku, ale użył francuskiej nazwy zwyczajowej Le tyran à queue fourchue. Później gatunek bywał umieszczany w rodzaju Muscivora. W 1966 roku zdecydowano przenieść go do rodzaju Tyrannus, ale nazwa Tyrannus tyrannus była już zajęta przez tyrana północnego. Wykorzystano zatem pierwszą wolną nazwę Tyrannus savana, której użył wobec tego gatunku François Marie Daudin w 1802 roku. Część źródeł jako autora nazwy Tyrannus savana podaje Vieillota, jednak użył on jej później – w 1808 roku.
Wyróżnia się cztery podgatunki T. savana:
- T. s. monachus Hartlaub, 1844 – tyran żałobny[7]
- T. s. sanctaemartae (J.T. Zimmer, 1937)
- T. s. circumdatus (J.T. Zimmer, 1937)
- T. s. savana Daudin, 1802 – tyran widłosterny[7]

W 2020 roku zaproponowano podniesienie taksonu monachus do rangi gatunku, ale propozycja ta na razie nie została zaakceptowana.

## Zasięg występowania
Zasięg występowania rozciąga się od południowego Meksyku, przez Amerykę Centralną do Ameryki Południowej (sięgając na południu po Argentynę). W zależności od miejsca występowania może być osiadły, koczowniczy, częściowo wędrowny, zaś populacje z południa zasięgu są wędrowne. Zalatuje na wyspy Karaibów, do USA i na Falklandy. W październiku 2002 roku odnotowano 1 stwierdzenie na terenie Hiszpanii, jednak nie zostało ono zaakceptowane ze względu na pewne rozbieżności co do wyglądu i zachowania ptaka.
Poszczególne podgatunki zamieszkują:
- T. s. monachus – południowy Meksyk do Kolumbii, regionu Gujana i północnej Brazylii (stan Roraima),
- T. s. sanctaemartae – północna Kolumbia i północno-zachodnia Wenezuela,
- T. s. circumdatus – północna Brazylia (stany Amapá, Pará, wschodni Amazonas, sporadycznie dalej na zachód po Manaus),
- T. s. savana – środkowa, południowa i południowo-wschodnia Brazylia, północna i wschodnia Boliwia, Paragwaj, Urugwaj i Argentyna (na południe po prowincję Río Negro, sporadycznie po północno-wschodni Chubut, a nawet jeszcze bardziej na południe).

## Morfologia
Długość ciała (wraz z ogonem): samce 37–40,5 cm, samice 28–30 cm. Masa ciała: podgatunek monachus około 28 g, podgatunek savana około 31,5 g.
Upierzenie wierzchu ciała szare z czarnymi lotkami o białych krawędziach. Głowa czarna z białym gardłem i spodem ciała. Charakterystyczny wydłużony i rozwidlony ogon (dłuższy u samców niż u samic). U młodych ptaków sterówki znacznie krótsze.

## Ekologia i zachowanie

### Biotop
Tyran widłosterny zasiedla głównie obszary otwarte o charakterze sawanny, często spotykany na terenach z pojedynczymi krzewami, lecz nie z drzewami. Występuje też na terenach mieszkalnych, w namorzynach, na wyspach rzecznych i wzdłuż rzek na obszarach silnie zalesionych; zasiedla również trzcinowiska, tereny porośnięte olchą (Alnus) i inną wysoką roślinnością w pobliżu wody. Podczas migracji może przebywać w wielu różnych typach siedlisk, w tym w baldachimie wysokich lasów tropikalnych.

### Tryb życia
Ptak towarzyski. Poza okresem lęgowym spotykany w stadach liczących nawet ponad 50 osobników.

### Pożywienie
Pokarm stanowią bezkręgowce.

### Lęgi
Samica składa 2–5 białawych, z ciemniejszymi plamkami jaj, do gniazda w postaci czarki uwitego z włókien roślinnych. Inkubacja trwa 14–17 dni; młode są w pełni opierzone po 13–16 dniach od wyklucia.

## Status
Międzynarodowa Unia Ochrony Przyrody (IUCN) uznaje tyrana widłosternego za gatunek najmniejszej troski (LC – Least Concern) nieprzerwanie od 1988 roku. W 2008 roku organizacja Partners in Flight szacowała, że liczebność światowej populacji mieści się w przedziale 5–50 milionów osobników. Trend liczebności populacji uznawany jest za stabilny ze względu na koczowniczy tryb życia tego ptaka i zdolność do zasiedlania szerokiego zakresu otwartych siedlisk.